# (175282) Benhida
(175282) Benhida est un astéroïde de la ceinture principale.

## Description
(175282) Benhida est un astéroïde de la ceinture principale. Il fut découvert le 1er juin 2005 à Vicques par Michel Ory. Il présente une orbite caractérisée par un demi-grand axe de 2,69 UA, une excentricité de 0,19 et une inclinaison de 8,8° par rapport à l'écliptique.

## Compléments